# Summit (Washington)
Summit az Amerikai Egyesült Államok északnyugati részén, Washington állam Pierce megyéjében elhelyezkedő statisztikai település. A 2010. évi népszámlálási adatok alapján 7985 lakosa van.

## Népesség
A település népességének változása:
| Lakosok száma | 8041 | 7985 | 8270 |
|               | 2000 | 2010 | 2020 |